# Andy Summers

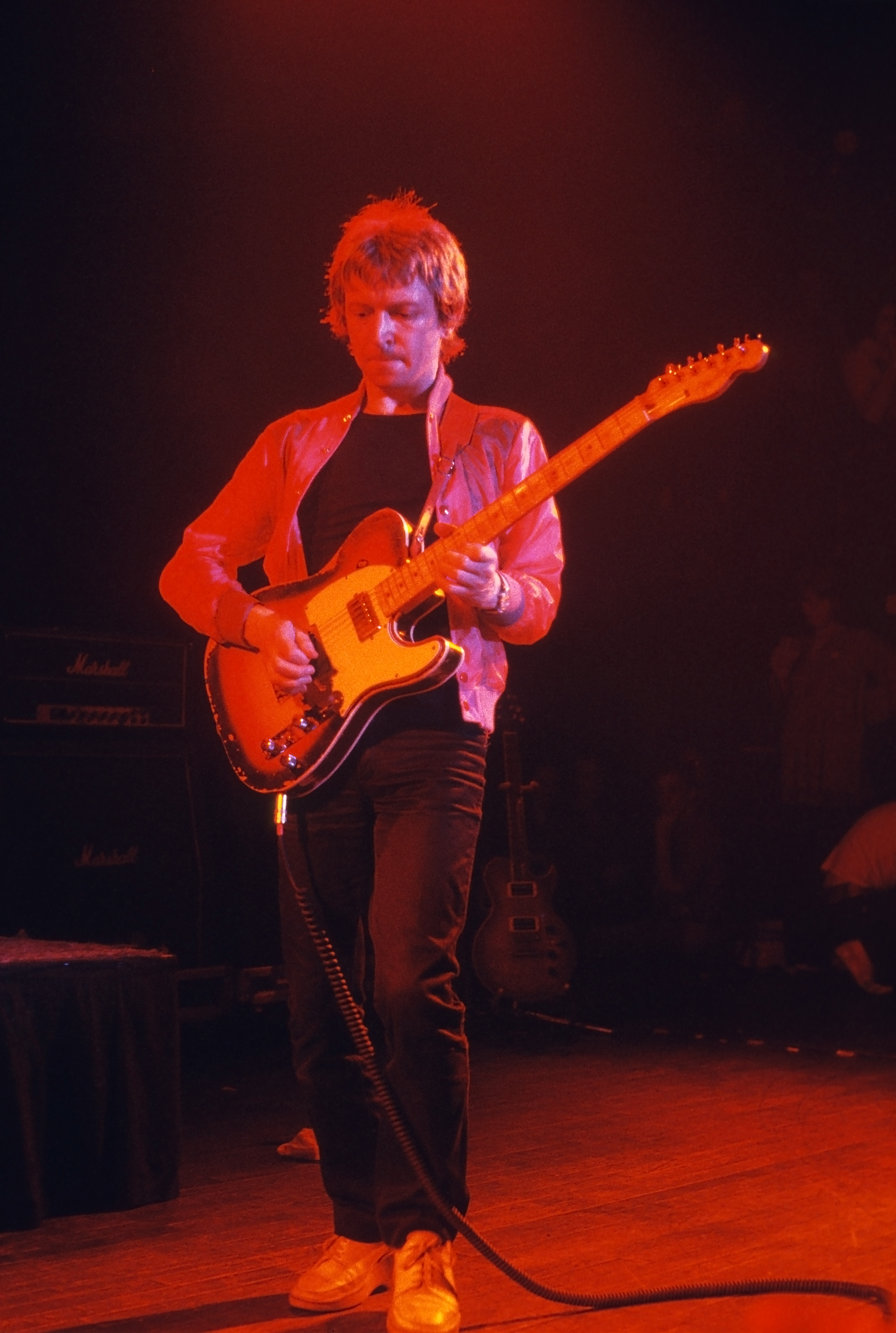
Summers 1979

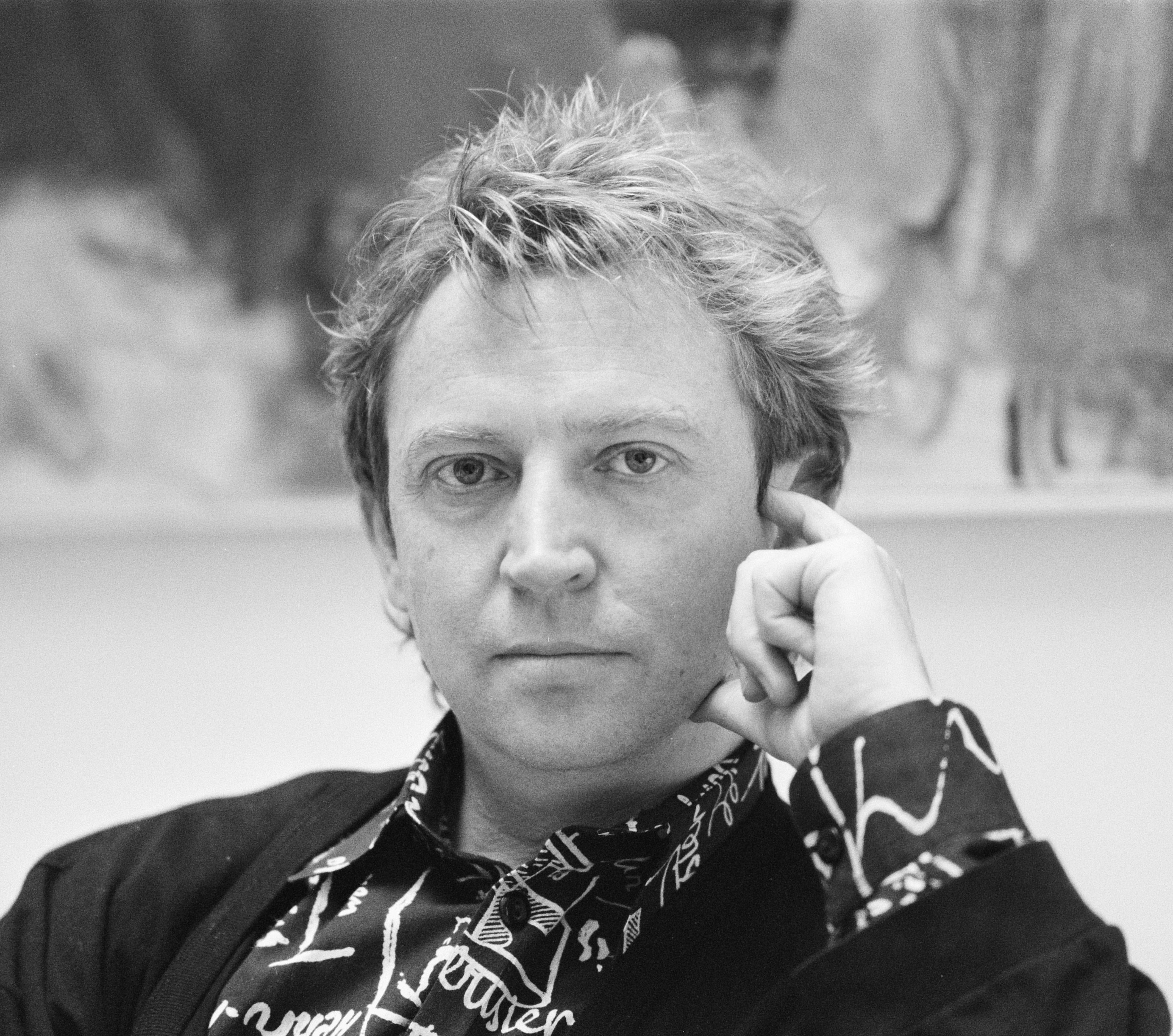
Summers 1989

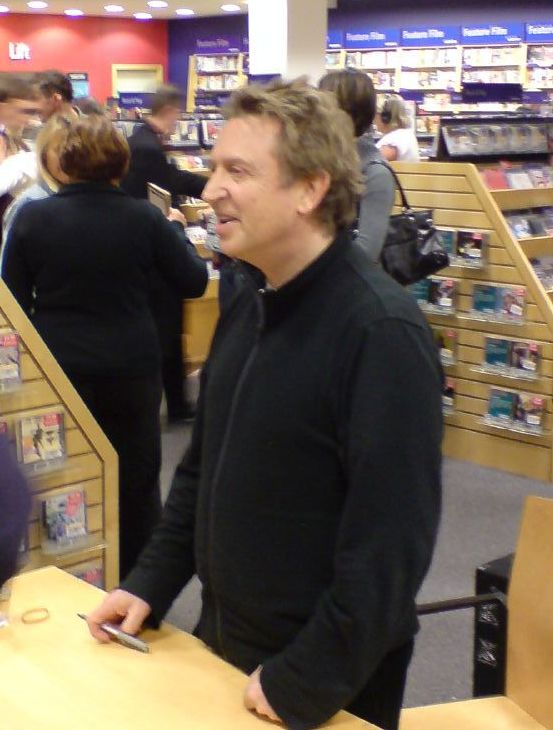
Summers 2006

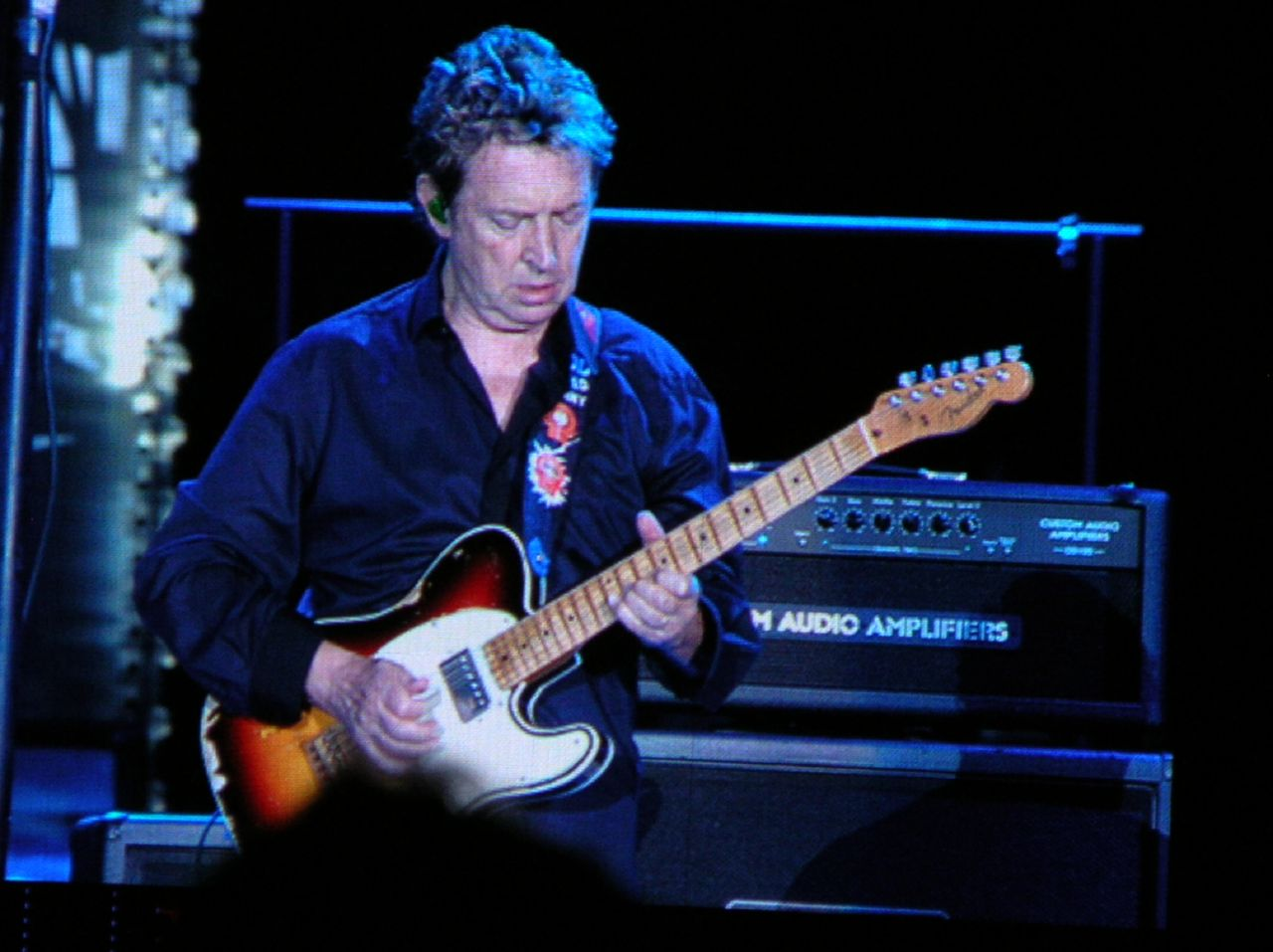
Summers 2007

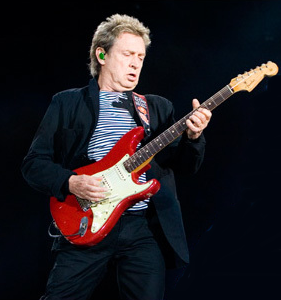
Summers 2008

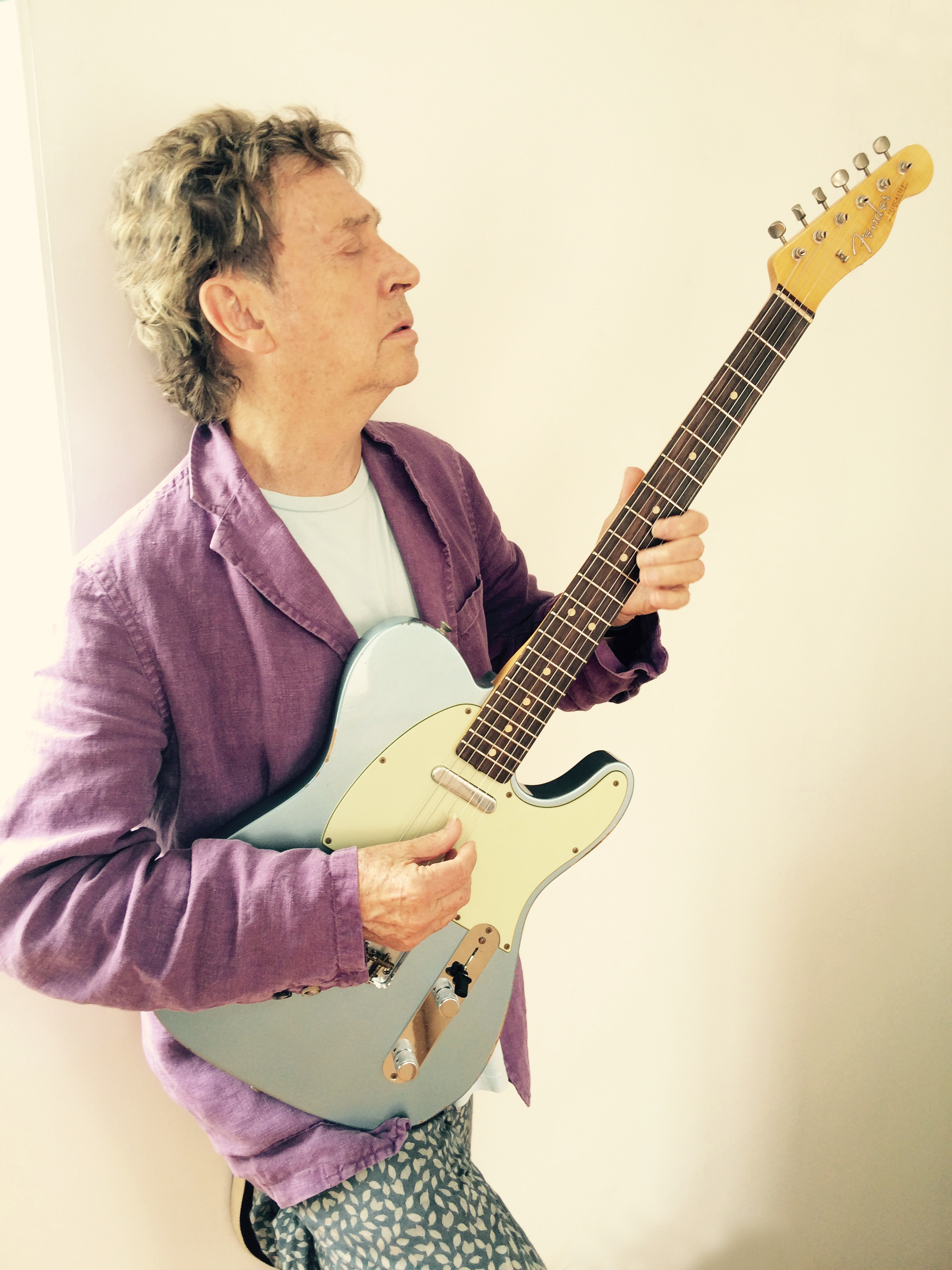
Summers 2015

Andrew James "Andy" Summers, född 31 december 1942 i Poulton-le-Fylde, Lancashire, är en brittisk musiker, gitarrist i rockbandet The Police.
Han föddes i Lancashire men växte upp i Bournemouth, Dorset.

## Diskografi

### Soloalbum
- XYZ (MCA, 1987)
- Mysterious Barricades (Private Music, 1988)
- The Golden Wire (Private, 1989)
- Charming Snakes (Private, 1990)
- World Gone Strange (Private, 1991)
- Synaesthesia (CMP, 1995)
- The Last Dance of Mr. X (BMG/RCA Victor, 1997)
- A Windham Hill Retrospective (Windham Hill Records, 1998) (compilation)
- Green Chimneys: The Music of Thelonious Monk (BMG Classics/RCA Victor, 1999)
- Peggy's Blue Skylight (BMG Classics/RCA Victor, 2000)
- Earth + Sky (Golden Wire, 2003)
- The X Tracks (Golden Wire, 2004) (compilation)
- Metal Dog (Flickering Shadow, 2015)
- Triboluminescence (Flickering Shadow, 2017)
- Harmonics of the Night (Flickering Shadow, 2021)

### Samarbeten
- I Advance Masked med Robert Fripp (A&M, 1982)
- Bewitched with Robert Fripp (A&M, 1984)
- Invisible Threads with John Etheridge (Mesa, 1993)
- Strings of Desire with Victor Biglione (R.A.R.E., 1998)
- Splendid Brazil with Victor Biglione (R.A.R.E., 2005)
- First You Build a Cloud with Ben Verdery (R.A.R.E., 2007)
- Fundamental with Fernanda Takai (2012)
- Circus Hero with Rob Giles as Circa Zero (429 Records, 2014)

### Soundtrack
- The Wild Life (MCA, 1984)
- 2010 (A&M, 1984) (medarbetare)
- Band of the Hand (1985)
- På luffen i Beverly Hills (MCA, 1986)
- Länge leve Bernie (Arista, 1989)
- Den onda cirkeln (Columbia, 1996)

### Singlar
- "Parade"/"Train" med Robert Fripp (1984)
- "2010"/"To Hal and Back" (1984)
- "Love is the Strangest Way"/"Nowhere" (1987)
- "Bring on the Night" (Police cover) med 40 Fingers (2022)

### Som bandmedlem
Med The Police
- Outlandos d'Amour (1978)
- Reggatta de Blanc (1979)
- Zenyatta Mondatta (1980)
- Ghost in the Machine (1981)
- Brimstone & Treacle (1982)
- Synchronicity (1983)
- Every Breath You Take: The Singles (1986)
- Message in a Box: The Complete Recordings (1993)
- Live! (1995)
- The Police (2007)
- Certifiable: Live in Buenos Aires (2008)
- Every Move You Make: The Studio Recordings (2019)

Med Eric Burdon and the Animals
- Love Is (1968)

Med Kevin Ayers
- First Show in the Appearance Business (1996)
- Too Old to Die Young (1998)
- Yes We Have No Mananas, So Get Your Mananas Today (EMI/Harvest, 2009)

With Kevin Coyne
- Matching Head and Feet (Virgin, 1975)
- Heartburn (Virgin, 1976)
- In Living Black and White (Virgin, 1976)
- Sign of the Times (Virgin, 1994)
- On Air (Tradition & Moderne, 2008)

Med Dantalian's Chariot
- Chariot Rising (Wooden Hill, 1996)

Med Eberhard Schoener
- The Book (Ariola 1977)
- Trance-Formation (Harvest/EMI Electrola 1977)
- Video-Flashback (Harvest, 1979)
- Video Magic (Harvest, 1978)

Med Strontium 90
- Police Academy (Pangaea, 1997)

Med Zoot Money's Big Roll Band
- It Should Have Been Me (1965)
- Zoot! (Columbia, 1966)
- Transition (1968)
- Were You There? (Indigo, 1999)
- Fully Clothed & Naked (Indigo, 2000)

### Som gästartist
- Joan Armatrading, Back to the Night (A&M, 1975)
- Manuel Barrueco, Nylon & Steel (Angel, 2001)
- David Bedford, The Odyssey (Virgin, 1976)
- Gregg Bissonette, Gregg Bissonette (Mascot, 1998)
- Toni Childs, House of Hope (A&M, 1991)
- Deeyah Khan, Ataraxis (Heilo, 2007)
- Jo Jo Laine, Dancin' Man (Polydor, 1980)
- Jon Lord, Sarabande, (Purple, 1976)
- Juicy Lucy, Blue Thunder (Outer Music, 1996)
- Roberto Menescal, Bossa Nova Meets the Beatles (Deck/Jingle Bells 2017)
- Anthony Moore, Out (Virgin, 1976)
- Paolo Rustichelli, Capri/Mystic Jazz (Verve Forecast, 1991)
- Neil Sedaka, Live at the Royal Festival Hall (Polydor, 1974)
- Michael Shrieve, Stiletto (Novus/RCA/BMG, 1989)
- Carly Simon, Hello Big Man (Warner Bros., 1983)
- Sting, ...Nothing Like the Sun (A&M, 1987)
- Andrew York, Centerpeace (2010)